# Morejský despotát
Morejský despotát (řecky Δεσποτάτο του Μορέως) byl poloautonomní provincií Byzantské říše za vlády dynastie Palaiologů. Despotát se rozkládal na Peloponéském poloostrově (tehdy nazývaném Morea) ve čtrnáctém a patnáctém století. Během více než sto let trvající existence tento státní útvar postupně rostl, až ovládal většinu poloostrova. Většinou v něm vládl dědic Byzantského císaře, který obdržel titul despoty nebo též despoinis. Hlavním městem byla Mystra, opevněné město ležící poblíž starověké Sparty, které se postupem času stalo centrem byzantské kultury a moci.

## Historie

### Vznik despotátu

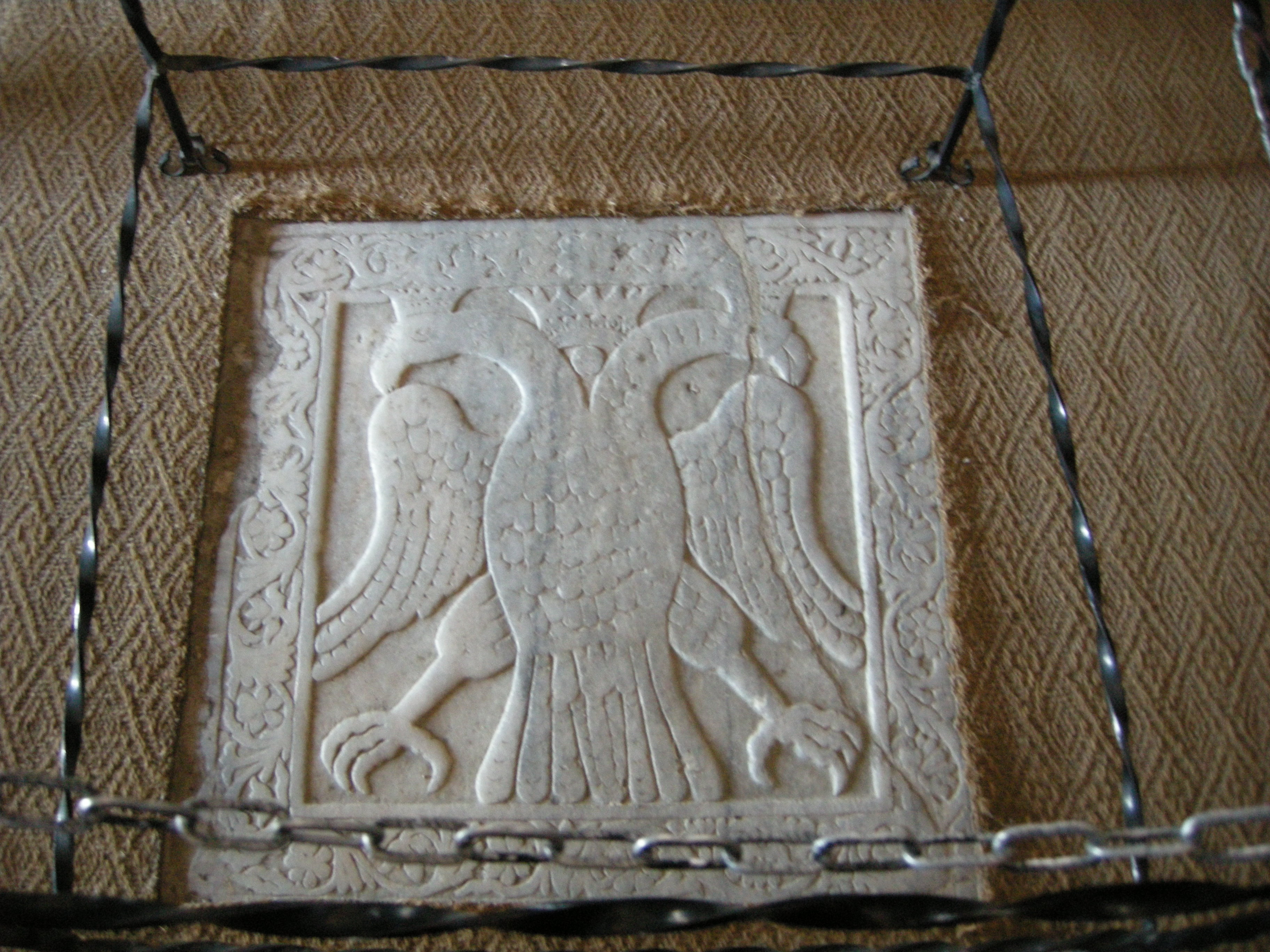
Císařský orel v Mystře

Byzantský Morejský despotát byl vytvořen z území dobytého od franského Achájského knížectví. Samotné Achajské knížectví bylo křižáckým státem vytvořeným z byzantského území dobytého západními rytíři během čtvrté křížové výpravy (1204). Roku 1259 porazil nikájský vládce Michael VIII. Palaiologos zdejšího vládce Guillauma II. de Villehardouin v bitvě u Pelagonie. Guillaume byl poté donucen vzdát se východní části poloostrova spolu s jeho nově postavenými pevnostmi. Odevzdané území se stalo zárodkem pozdějšího Morejského despotátu. Byzantský císař Jan VI. Kantakuzenos přetvořil toto území v údělné panství pro svého syna Manuela Kantakuzena. 

### Palaiologové
Konkurenční Palaiologovská dynastie získala Moreu po Manuelově smrti roku 1380, přičemž novým despotou se stal Theodoros I. Palaiologos. Theodoros vládl despotátu až do roku 1407. Upevnil byzantskou vládu a dohodl se i s okolními mocnými sousedy, a to zejména s Osmanskou říší, když uznal její svrchovanost. Snažil se také zlepšit tamější hospodářství, přičemž k tomuto účelu pozval do země Albánce, aby se v despotátu usadili. Následujícími despoty byli synové císaře Manuela, Theodorova bratra – Konstantin, Demetrios a Tomáš. V souvislosti s postupným úpadkem moci latinských států se podařilo roku 1430 získat téměř celý poloostrov pod vládu Morejského despotátu (většinou díky výhodným sňatkům nebo také vojenskou expanzí – roku 1430 tak Konstantin získal město Pátru). Během jeho vlády však došlo i k porážce v Korintské šíji, během níž zničil osmanský vládce Murad II. roku 1446 byzantskou obranu. Poloostrov se tak stal bezbranným vůči osmanské invazi, avšak Murad II. zemřel dříve, než mohl osmanský útok připravit. Jeho syn Mehmed II. Dobyvatel posléze získal roku 1453 byzantské hlavní město Konstantinopol. Morejští vládci Demetrios a Tomáš nedokázali poslat svému bratru Konstantinovi, poslednímu byzantskému císaři, jakoukoliv pomoc. Jejich neschopnost pak dále vedla k povstání Albánců i Řeků, které skončilo uzavřením příměří mezi Mehmedem a morejskými povstalci. Po několika dalších letech neschopné vlády (zejména po odepření placení ročního poplatku Osmanské říši a poté i jejich otevřené vzpouře) přitáhl Mehmed II. v květnu roku 1460 na Peloponés a do konce léta zde získal pod svou kontrolu většinu měst držených Byzantinci. Jediná území nepatřící Osmanské říši byla pod kontrolou Benátek (tedy Modon a Koroni nacházející se na jižním cípu poloostrova, Argolida s Argosem a také přístav Nafplion; následně se k Benátkám připojila ještě Monemvasia, a to během osmansko-benátských válek roku 1474).

## Významní morejští despotové

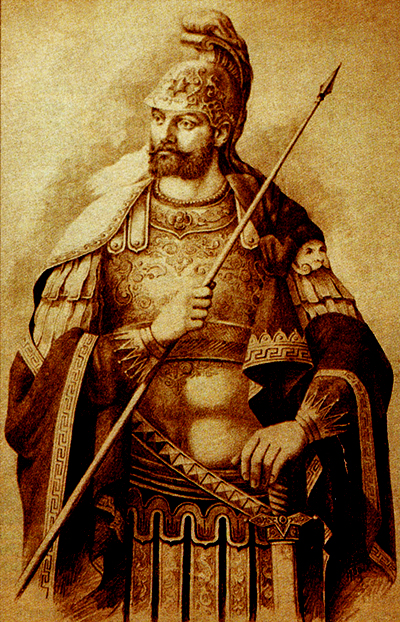
Podobizna posledního byzantského císaře a jednoho z posledních morejských despotů Konstantina XI. Dragase

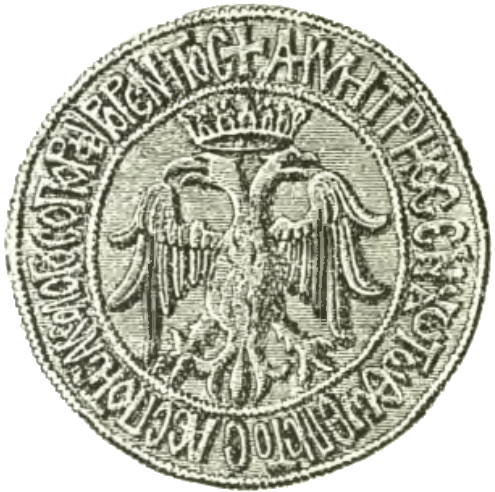
Pečeť Demetria II. Palaiologa

- Manuel Kantakuzenos (1348–?) znovunastolen (1354–1380)
- Theodoros I. Palaiologos (1383–1407)
- Theodoros II. Palaiologos (1407–1443)
- Konstantin XI. Palaiologos (1428–1449); od roku 1449 poslední byzantský císař
- Demetrios II. Palaiologos (1428–1460); od roku 1453 titulární byzantský císař, zemř.1470
- Tomáš Palaiologos (1449–1460); po pádu Morejského despotátu (1460) uznáván západními autoritami byzantským císařem